# Jaera (Jaera) syei
Jaera (Jaera) syei là một loài chân đều trong họ Janiridae. Loài này được Bocquet miêu tả khoa học năm 1950.